# Колодницьке газове родовище
Колодницьке газове родовище — газове родовище в Стрийському районі Львівської області.

## Опис
Відкрите у 2016 році.
Станом на другу половину 2016 р. родовище введено в дослідно-промислову експлуатацію, до кінця 2016 року планується видобувати вже 30 тис. м³ / добу.
У 2017 році дебіт газу на родовищі повинен становити 100 тис. м³ на добу. Розробник родовища — ПП «Нордік».